# Władysław Krasnowiecki

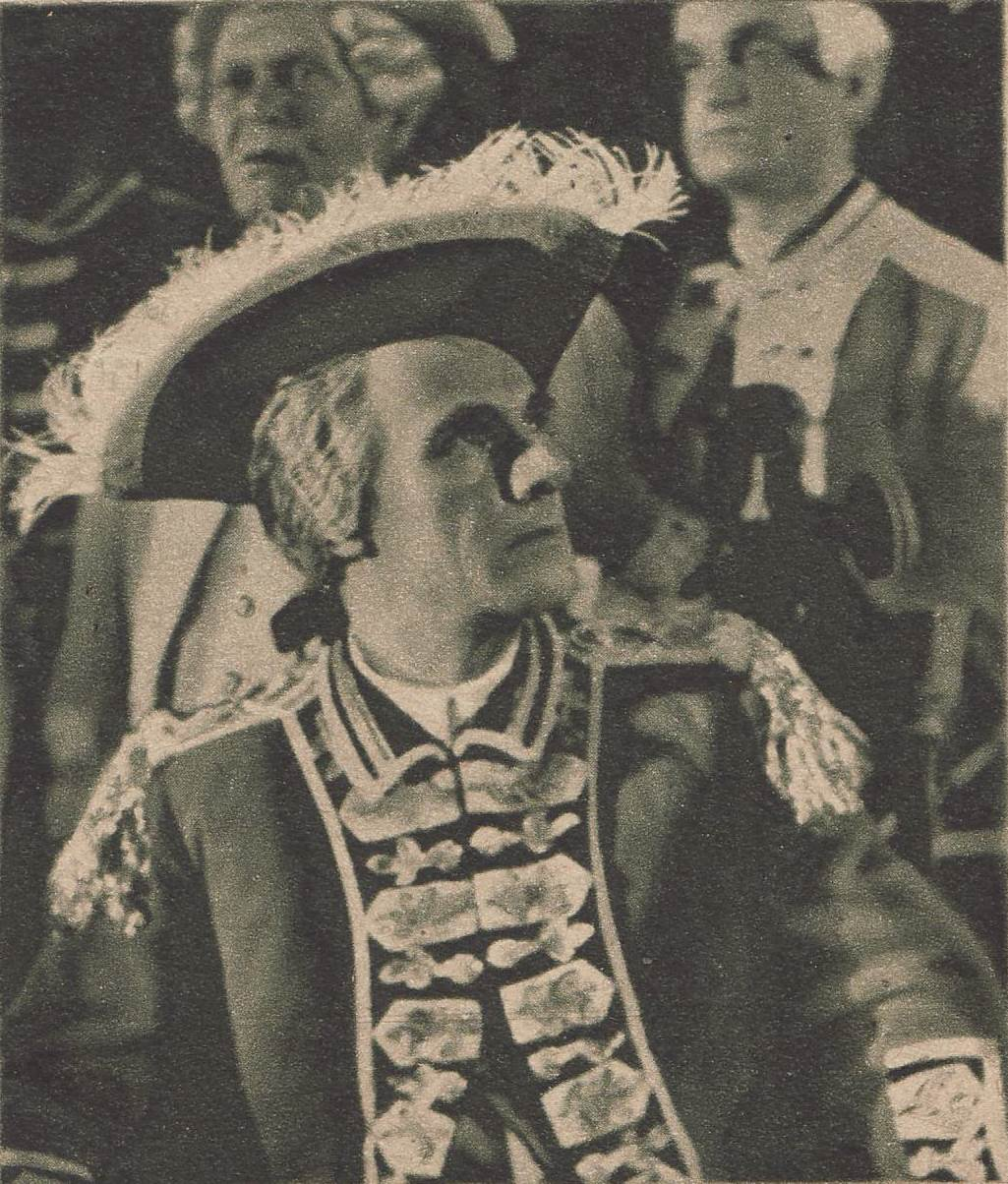
Władysław Krasnowiecki na scenie (1946)

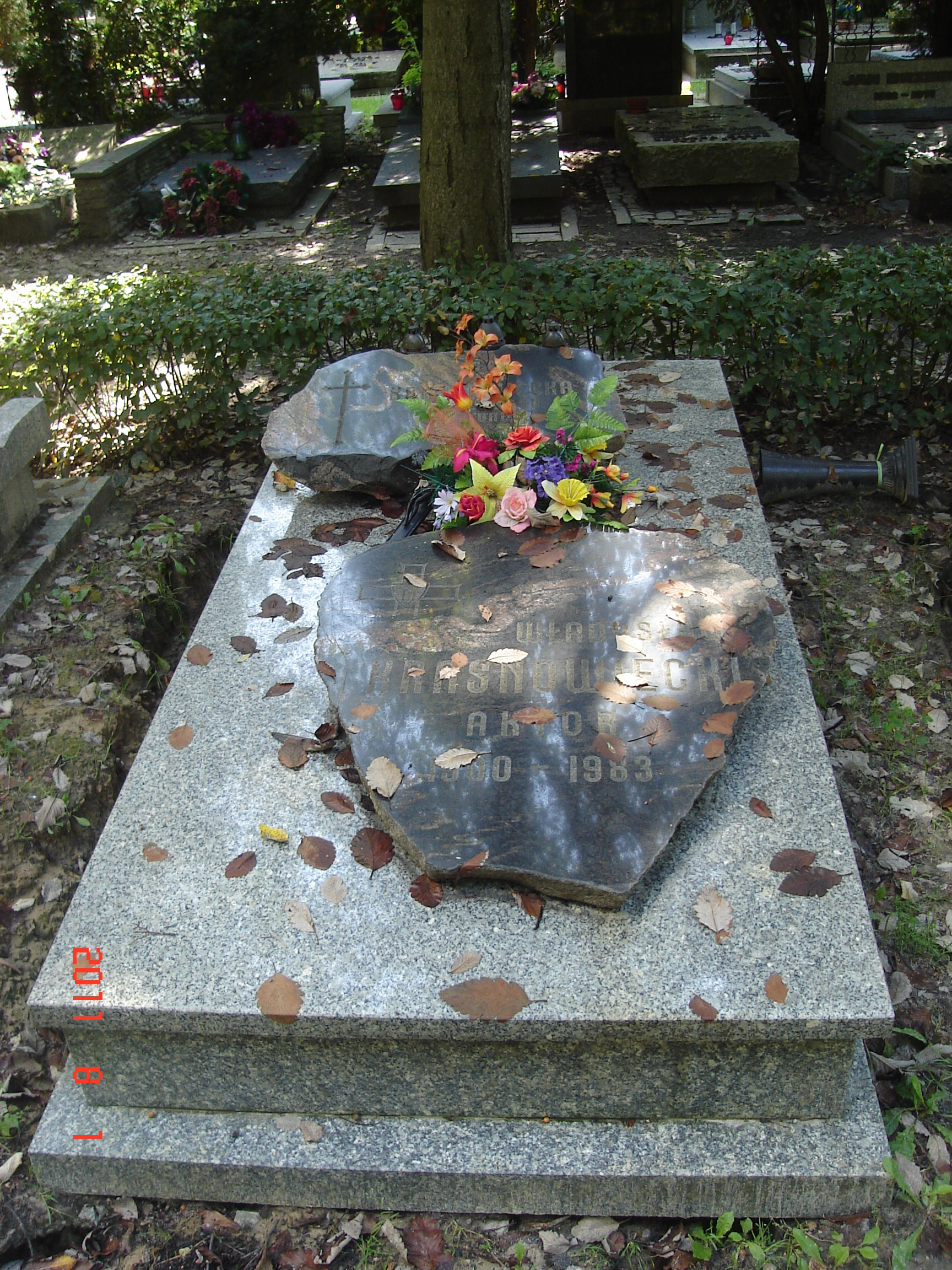
Grób Władysława Krasnowieckiego na cmentarzu Wojskowym na Powązkach w Warszawie

Władysław Krasnowiecki (ur. 4 stycznia 1900 w Krakowie, zm. 14 lutego 1983 w Warszawie) – polski aktor teatralny i filmowy, reżyser teatralny, pedagog. Budowniczy Polski Ludowej.

## Życiorys
Syn Jana. Studiował polonistykę na Uniwersytecie Jagiellońskim, równocześnie był słuchaczem Miejskiej Szkoły Dramatycznej w Krakowie, którą ukończył w 1921. W 1928 zdał reżyserski egzamin eksternistyczny. W dwudziestoleciu międzywojennym był związany ze scenami Teatru im. Juliusza Słowackiego w Krakowie (1918–1922, 1923–1925 i 1928–1930) oraz Teatru Narodowego w Warszawie. Gościnnie również na innych scenach, np. w sezonie 1937/1938 wyreżyserował Kobietę bez skazy G. Zapolskiej w Teatrze Kameralnym.
W okresie radzieckiej okupacji Lwowa kandydował w wyborach do Zgromadzeń Ludowych Zachodniej Ukrainy i Zachodniej Białorusi w 1939 roku. W grudniu 1940 roku był członkiem komisji wyborczej do rad delegatów pracujących. W czasie II wojny światowej przebywał w ZSRR, gdzie wstąpił do Związku Patriotów Polskich. Kierował frontowym teatrem Armii Polskiej w ZSRR, który w 1944 został przekształcony w Teatr Wojska Polskiego.
Po wojnie był dyrektorem naczelnym i artystycznym w Teatrze Narodowym (1949–1951). W latach 1946–1947 i w 1949 był wykładowcą Państwowej Wyższej Szkoły Teatralnej w Warszawie, w latach 1963–1967 prorektorem, a w latach 1955–1957 i 1967–1970 rektorem tej uczelni. W latach 1965–1970 pełnił funkcję prezesa SPATiF–ZASP. W 1971 przeszedł na emeryturę, nie zaprzestał jednak występów na scenie.
Występował również w Teatrze Telewizji, m.in. w Graczach Nikołaja Gogola w reż. Stanisława Bielińskiego (1959), w Balu Manekinów Brunona Jasieńskiego w reż. Zygmunta Hübnera (1961), w Annie Kareninie Lwa Tołstoja w reż. Adama Hanuszkiewicza (1961), w Pierwszym dniu wolności Leona Kruczkowskiego w reż. Adam Hanuszkiewicza (1963), w Wiele hałasu o nic Williama Szekspira w reż. Ludwika René (1964), w Odprawie posłów greckich Jana Kochanowskiego w reż. Ludwika René (1966), w Śmierci komiwojażera Arthura Millera w reż. Janusza Warmińskiego (1967) oraz w Panu Tadeuszu Adama Mickiewicza w reż. Adama Hanuszkiewicza (1970–1971) i w spektaklu Warszawianka Stanisława Wyspiańskiego w reż. Andrzeja Łapickiego (1978).
Zmarł w Warszawie, pochowany z honorami 19 lutego 1983 na cmentarzu Wojskowym na Powązkach (kwatera A 32-tuje-19). W imieniu ówczesnych władz w pogrzebie udział wzięli: sekretarz Komitetu Centralnego PZPR Waldemar Świrgoń, minister kultury i sztuki prof. Kazimierz Żygulski i zastępca szefa GZP WP gen. bryg. Albin Żyto.

## Filmografia
- Pierwsza miłość Kościuszki (1929)
- Miasto nieujarzmione (1950) – polski generał
- Żołnierz zwycięstwa (1953) – żołnierz
- Piątka z ulicy Barskiej (1953) – Nowak, kierownik budowy
- Sprawa pilota Maresza (1955) – Modrakowski, dyrektor „Lotu”
- Rzeczywistość (1960) – Świętojański, naczelnik policji
- Spotkania w mroku (Begegnung im Zwielicht) (1960)
- Dziewczyna z dobrego domu (1962) – profesor Kossakowski, ojciec Joanny
- Przerwany lot (1964) – ksiądz
- Marysia i Napoleon (1966) – Małachowski
- Odwiedziny o zmierzchu  (1966) – hrabia, kochanek damy
- Bumerang (1966) – germanista, nauczyciel Ewy
- Przygody pana Michała (serial tv) (1969) – kardynał (odc. 12. Dymy nad twierdzą i odc. 13. Hektor Kamieniecki)

## Ordery i odznaczenia
- Order Budowniczych Polski Ludowej (1964)[5]
- Order Sztandaru Pracy I klasy (11 lipca 1955)[6]
- Order Sztandaru Pracy II klasy (22 lipca 1949)[7]
- Order Krzyża Grunwaldu III klasy (1945)
- Medal 30-lecia Polski Ludowej (1974)
- Medal 10-lecia Polski Ludowej (19 stycznia 1955)[8]
- Złoty Medal „Za zasługi dla obronności kraju” (1973)[9]
- Brązowy Medal „Za zasługi dla obronności kraju” (1966)[10]

## Nagrody
- II nagroda na Festiwalu Polskich Sztuk Współczesnych za reżyserię sztuki Jana Rojewskiego Tysiąc walecznych w Teatrze Narodowym w Warszawie (1951)
- Wyróżnienie zespołowe przyznane przez Podkomitet Literatury i Sztuki Nagrody Państwowej za rolę Fray Bartolomea w sztuce Prospera Mérimée Teatr Klary Gazul w Teatrze Współczesnym w Warszawie (1955)[11]
- Nagroda Państwowa I stopnia za całokształt twórczości aktorskiej w teatrze i Teatrze Telewizji (1966)
- Nagroda Ministerstwa Obrony Narodowej I stopnia (1973)
- Nagroda Miasta Stołecznego Warszawy (1979)